# Став (Мазовецьке воєводство)
Став (пол. Staw) — село в Польщі, у гміні Щавін-Косьцельни Ґостинінського повіту Мазовецького воєводства.
Населення — 95 осіб (2011).
У 1975-1998 роках село належало до Плоцького воєводства.

## Демографія
Демографічна структура станом на 31 березня 2011 року:
|          | Загалом | Допрацездатний вік | Працездатний вік | Постпрацездатний вік |
| -------- | ------- | ------------------ | ---------------- | -------------------- |
| Чоловіки | 45      | 8                  | 34               | 3                    |
| Жінки    | 50      | 11                 | 30               | 9                    |
| Разом    | 95      | 19                 | 64               | 12                   |